# 55 років Перемоги у Великій Вітчизняній війні 1941-1945 років (монета)
«55 ро́ків Перемо́ги у Вели́кій Вітчизня́ній війні́ 1941—1945 ро́ків» — ювілейна монета номіналом дві гривні, випущена Національним банком України. Присвячена 55-річчю Перемоги у війні 1941—1945 років. Важко переоцінити ратний подвиг українського народу у цій війні. Яскравим свідченням його внеску у перемогу над гітлерівськими загарбниками є кількість урядових нагород: із 7 млн орденів і медалей 2,5 млн вручено солдатам і офіцерам — уродженцям України. Український народ дав Радянській армії десятки тисяч офіцерів, сотні генералів, десятки воєначальників.
Монету введено в обіг 25 квітня 2000 року. Вона належить до серії «Друга світова війна».

## Опис монети та характеристики
| Номінал грн. | Метал      | Маса, грам | Діаметр, мм. | Якість виготовлення | Гурт     | Тираж, штук |
| ------------ | ---------- | ---------- | ------------ | ------------------- | -------- | ----------- |
| 2            | нейзильбер | 12,8       | 31,0         | звичайна            | рифлений | 50 000      |

### Аверс
На аверсі монети в обрамленні вінка солдатської слави із георгієвською стрічкою розміщено зображення Державного Герба України та написи: «УКРАЇНА, 2, ГРИВНІ, 2000».

### Реверс

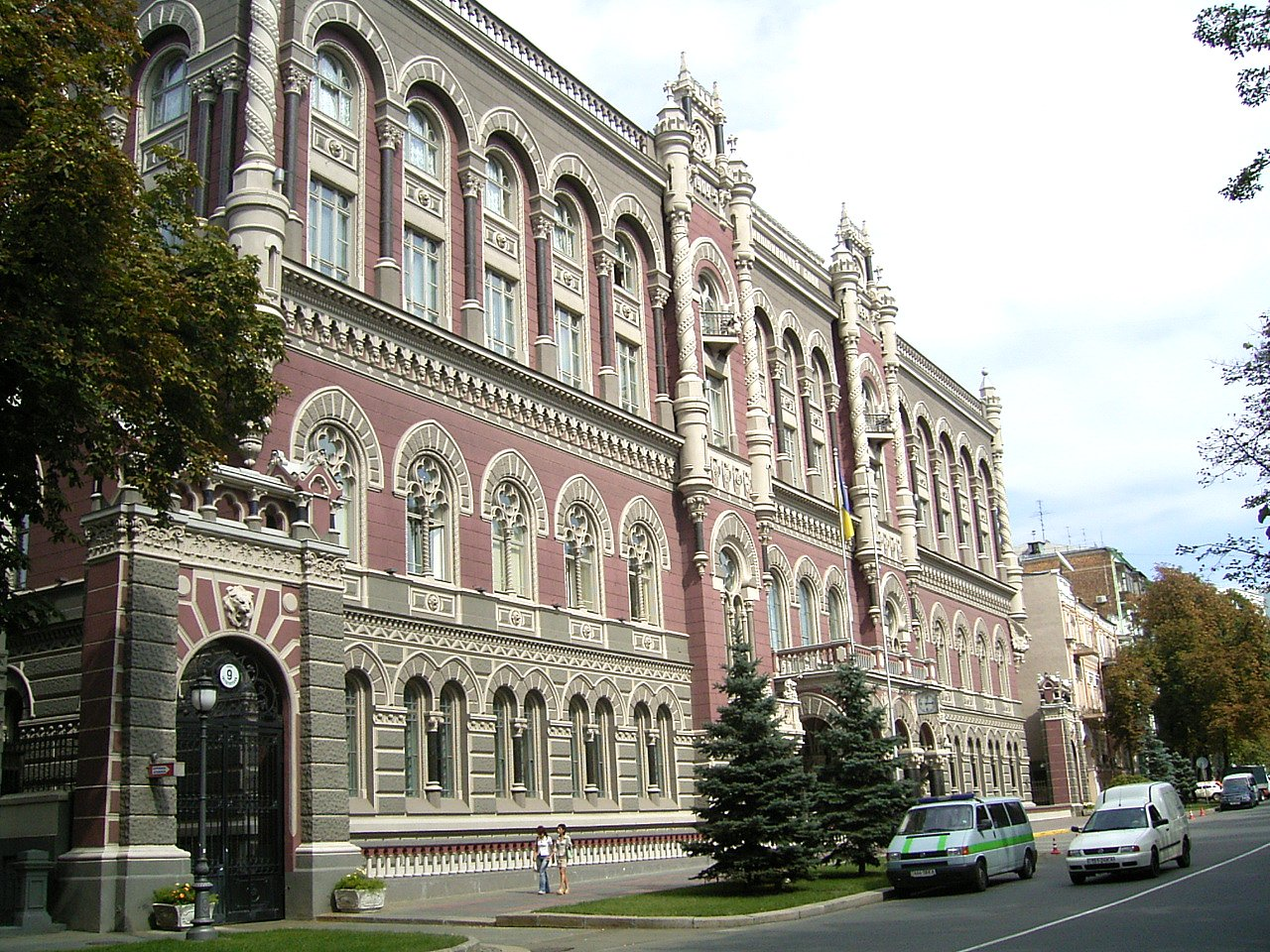
Будівля Національного банку України

На реверсі монети розміщено символічне зображення Перемоги — жінки із пальмовою гілкою на тлі земної кулі в обрамленні лаврових гілок і кругові написи, розділені зірками: «55 РОКІВ ПЕРЕМОГИ У ВЕЛИКІЙ ВІТЧИЗНЯНІЙ ВІЙНІ і 1941—1945».

## Автори
- Художники: Лариса Корінь (аверс), Олександр Івахненко (реверс).
- Скульптори: Володимир Дем'яненко, Святослав Іваненко.

## Вартість монети
Під час введення монети в обіг у 2000 році, Національний банк України реалізовував монету через свої філії за ціною 2 гривні.
Фактична приблизна вартість монети, з роками змінювалася так:
| Рік        | 2010 | 2011 | 2012 | 2013 | 2014 | 2015 | 2016 | 2017 | 2018 | 2019 | 2020 | 2021 | 2022 | 2023 | 2024 | 2025 |
| ---------- | ---- | ---- | ---- | ---- | ---- | ---- | ---- | ---- | ---- | ---- | ---- | ---- | ---- | ---- | ---- | ---- |
| Ціна, грн. | 70   | 100  | 110  | 110  | 140  | 270  | 320  | 360  | 340  | 340  | 290  | 330  | 330  | 500  | 630  | 610  |